# Звёздная болезнь (телесериал)
«Звёздная болезнь» (англ. Starstruck) — британский комедийный сериал телеканала BBC, снятый по сценарию Роуз Матафео в соавторстве с Алис Снеддон режиссёром Карен Мейн. Главные роли исполняют Никеш Пател и Роуз Матафео.
Первый сезон сериала транслировался в Англии на телеканале BBC начиная c 25 aпреля 2021 и на стриминговом сервисе HBO MAX в Америке начиная c 10 июня того же года. Второй сезон транслировался на BBC начиная с 2 февраля 2022 и на HBO MAX начиная с 24 марта.

## Сюжет
Джесси переспала с незнакомцем на новогодней вечеринке, и узнала на следующее утро, что незнакомец — Том Капор, очень известный актёр. Сериал следует за их беспорядочными романтическими отношениями и их страданиями на очень разных социоэкономических уровнях жизни.

## В ролях

### Главные герои
- Джесси (Роуз Матафео) — новозеландка, которая живет в Лондоне. Она работает в кинотеатре и няней.
- Том Капор (Никеш Пател) — известный актёр, который не любит свои фильмы.
- Кейт (Эмма Сиди) — подруга и соседка по комнате Джесси.

### Второстепенные герои
- Синду Bий — Синду
- Ал Роберт — Дан
- Джо Барнз — Джо

### Приглашённая звезда
- Минни Драйвер — Катерина

## Создание
Идея сюжета пришла к Матафео когда группа её друзей из Новой Зеландии познакомилась с известным актёром в баре и провела всю ночь с ним. Экранизация должна была начаться в марте 2020 года, однако, из-за ковида-19, производство началось в октябре 2020 года. BBC и HBO MAX возобновили сериал на второй сезон до примера первого сезона.

## Критика
Сериал получил одобрение критиков. Cериал имеет рейтинг 100 % на сайте Rotten Tomatoes.